# Christopher Connelly
Christopher Connelly (Wichita, 8 september 1941 - Burbank, 7 december 1988) was een Amerikaans acteur.
Connelly begon zijn carrière als acteur aan het begin van de jaren zestig, met kleine rollen in Move Over, Darling (1963) en What a Way to Go! (1964). Na gastrollen in The Alfred Hitchcock Hour, The Fugitive en Voyage to the Bottom of the Sea, maakte Connelly in 1964 zijn doorbraak met de rol van Norman Harrington in de soapserie Peyton Place.
Deze rol bleef hij spelen tot de laatste aflevering in 1969. Hierna had hij voornamelijk gastrollen in televisieseries en speelde hij in B-films. Hij stierf in 1988 op 47-jarige leeftijd aan longkanker.
- Bibsys: 6011220
- Biblioteca Nacional de España: XX1665639
- Bibliothèque nationale de France: cb14166054h (data)
- Gemeinsame Normdatei: 1037384644
- International Standard Name Identifier: 0000 0000 8349 4034
- Library of Congress Control Number: no2006055026
- Système universitaire de documentation: 244416729
- Virtual International Authority File: 220173
- WorldCat: E39PBJyCFqK8Fw6YPmB3KbXfMP